# معبد دندره المرکب

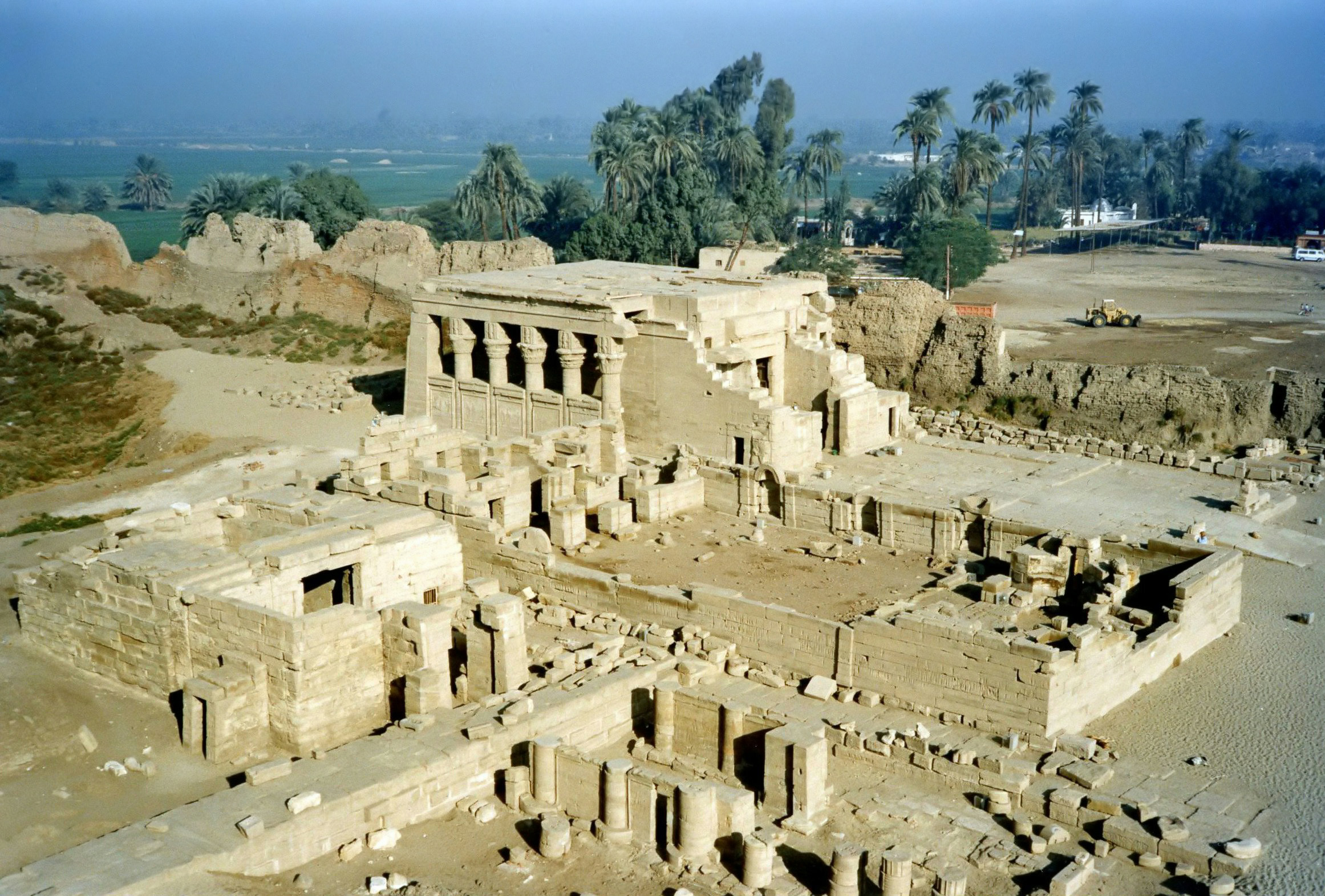
نمای کلی از مجتمع معبد دندره

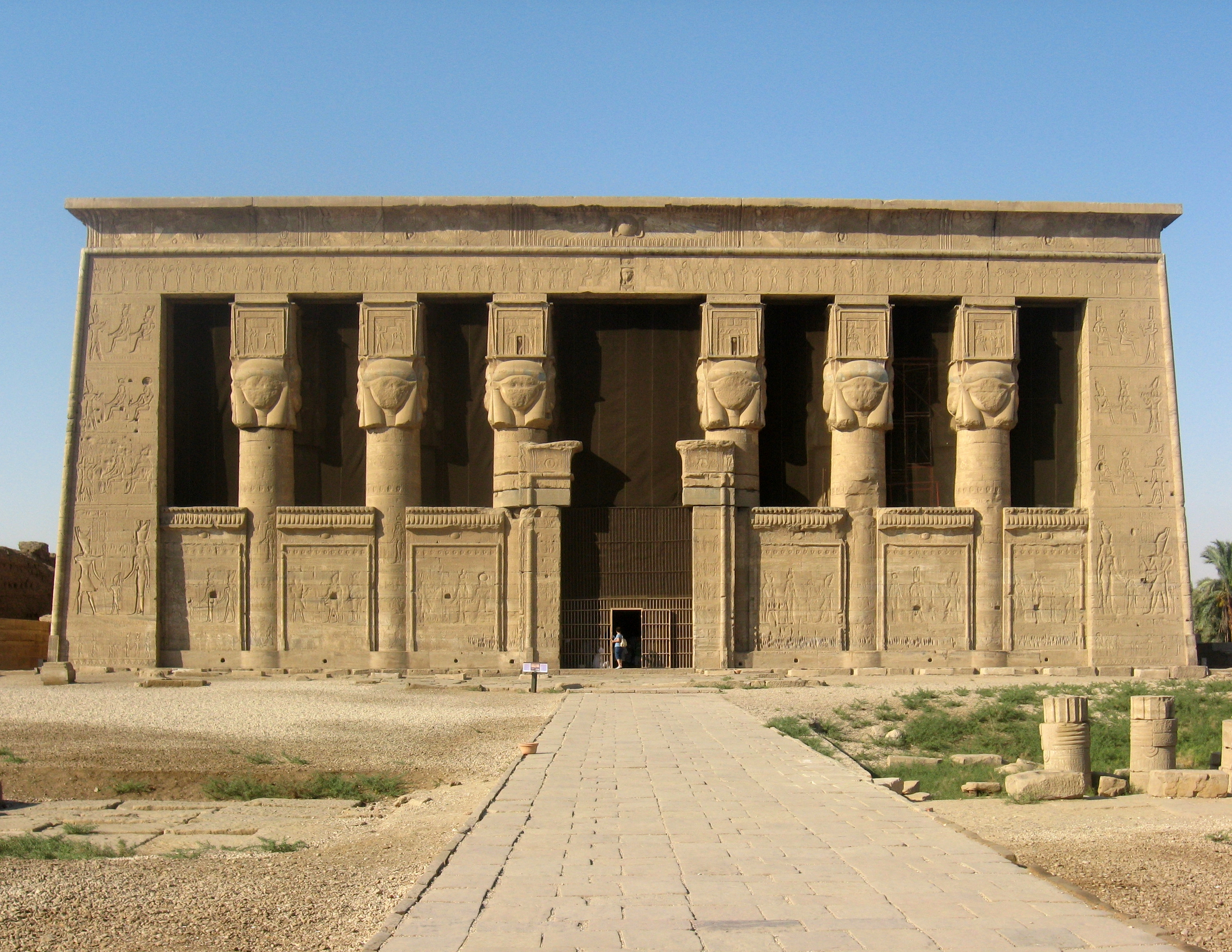
معبد هاتور، دندره

معبد دندره المرکب (عربی: معبد دندرة المركب) به مصری قدیم لانیت یا تنتیری، در ۲٫۵ کیلومتری جنوب شرق دندره مصر واقع شده‌است. این معبد یکی از مشهورترین معابدی است که در طول قرنها و سالها سالم باقیمانده است. این مکان به عنوان منطقه ششم در صعید مصر در جنوب ابیدوس مورد استفاده قرار گرفته‌است.

## نور دندره
نور دندره یک نقاشی است که روی دیواره معبد نقاشی شده‌است و به همین اسم نامیده شده‌است، دربارهٔ این نقاشی حکایت‌های مختلف و اسطوره‌ای روایت شده‌است، یکی از این روایت‌های این است که مصریهای قدیم در کار نور استاد و متخصص بودند و توانسته بودند که برق را نیز کشف کنند. روی این دیوار شما می‌توانید نقش و تصویر گل لوتس (نیلوفر) را مشاهده کنید که یک مار روی دیوار آشکار کرده‌است، در این رابطه و تفسیر این نقاشی بین دانشمندان باستان‌شناس اختلاف وجود دارد.

## نگارخانه

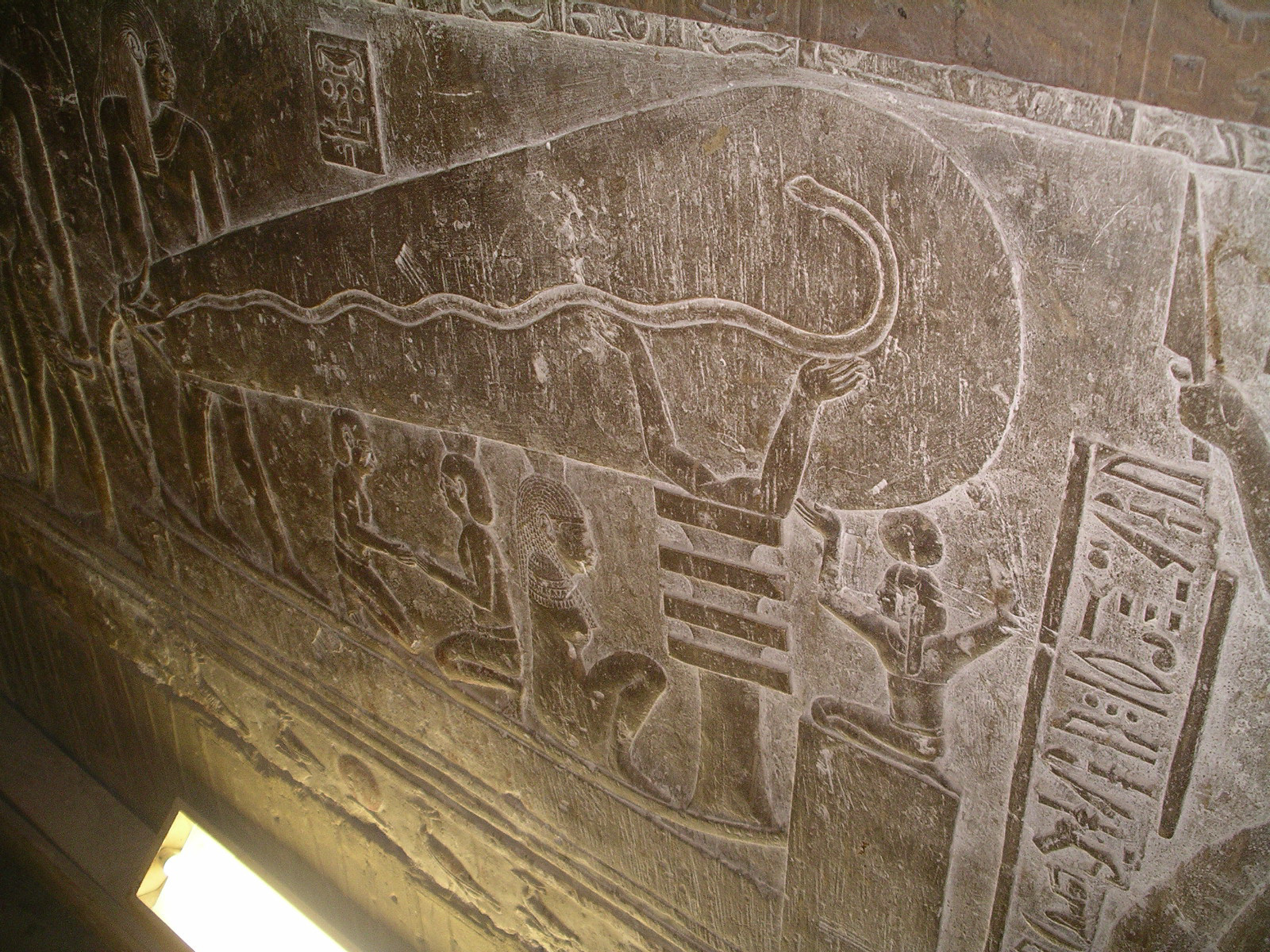
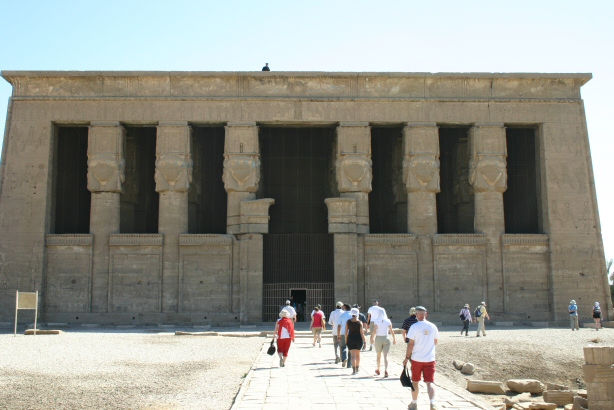
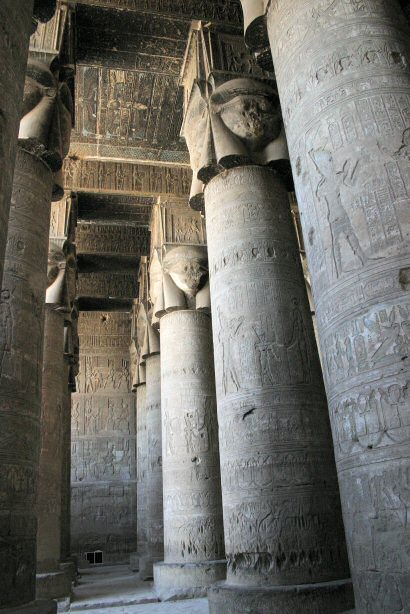
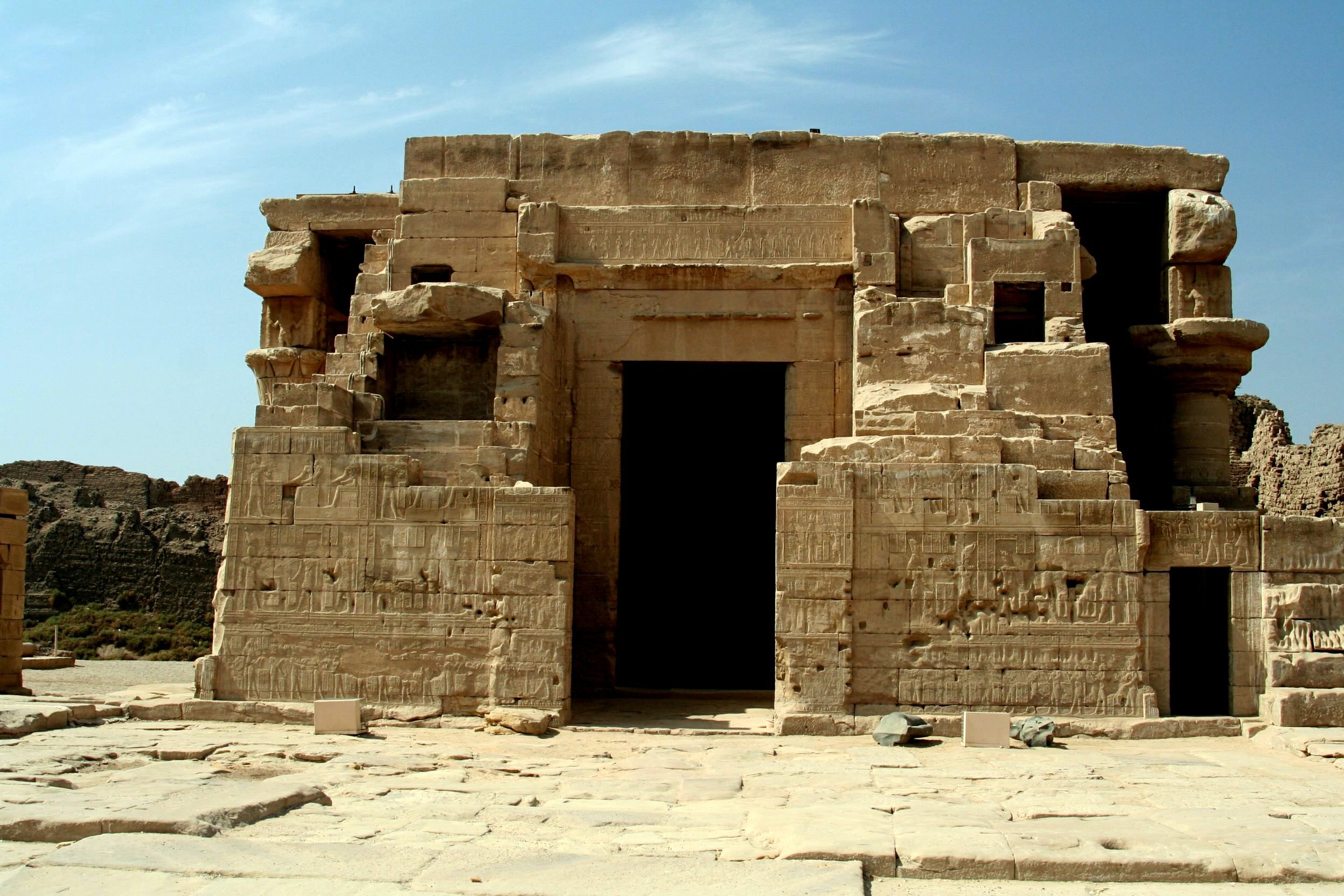
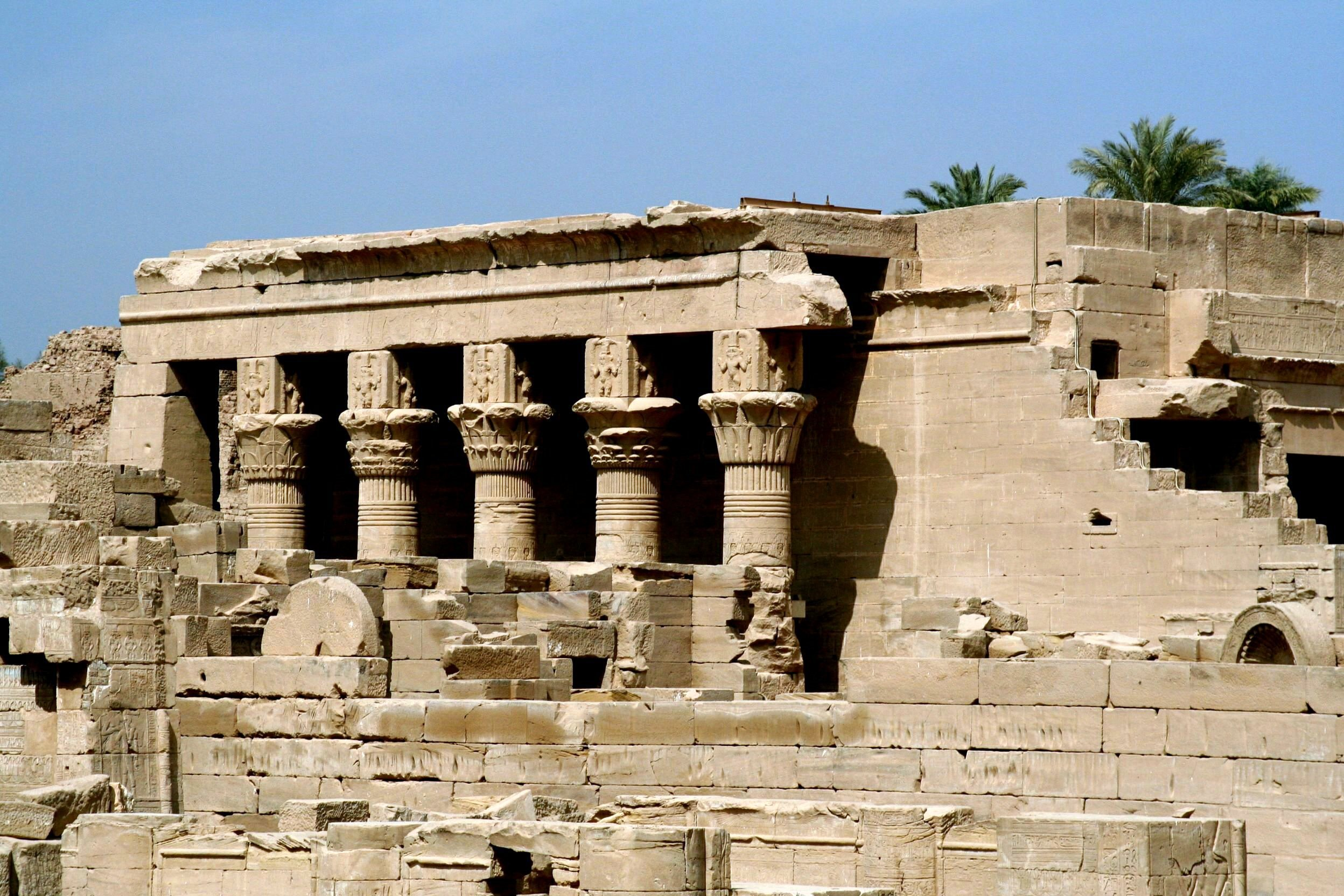
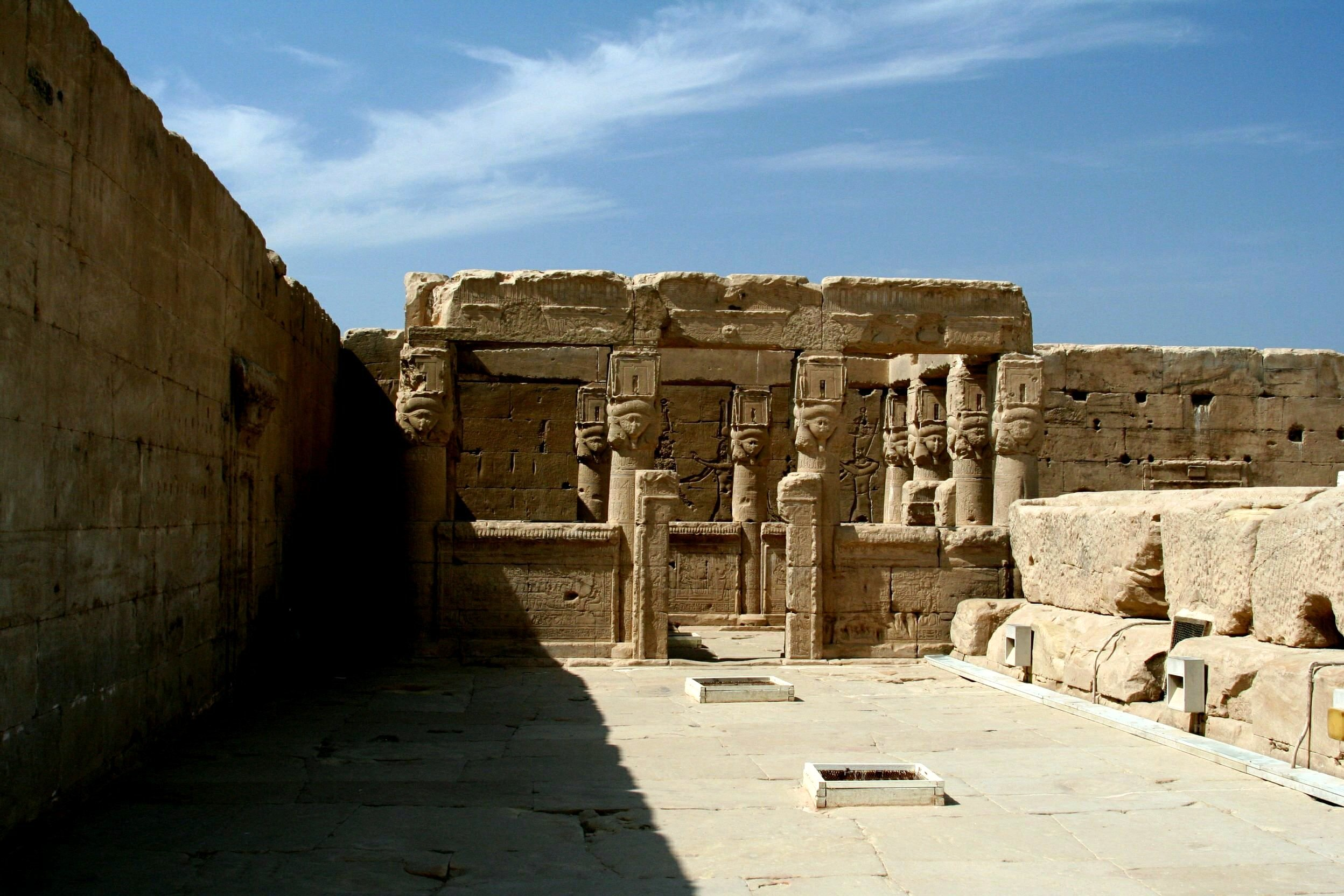
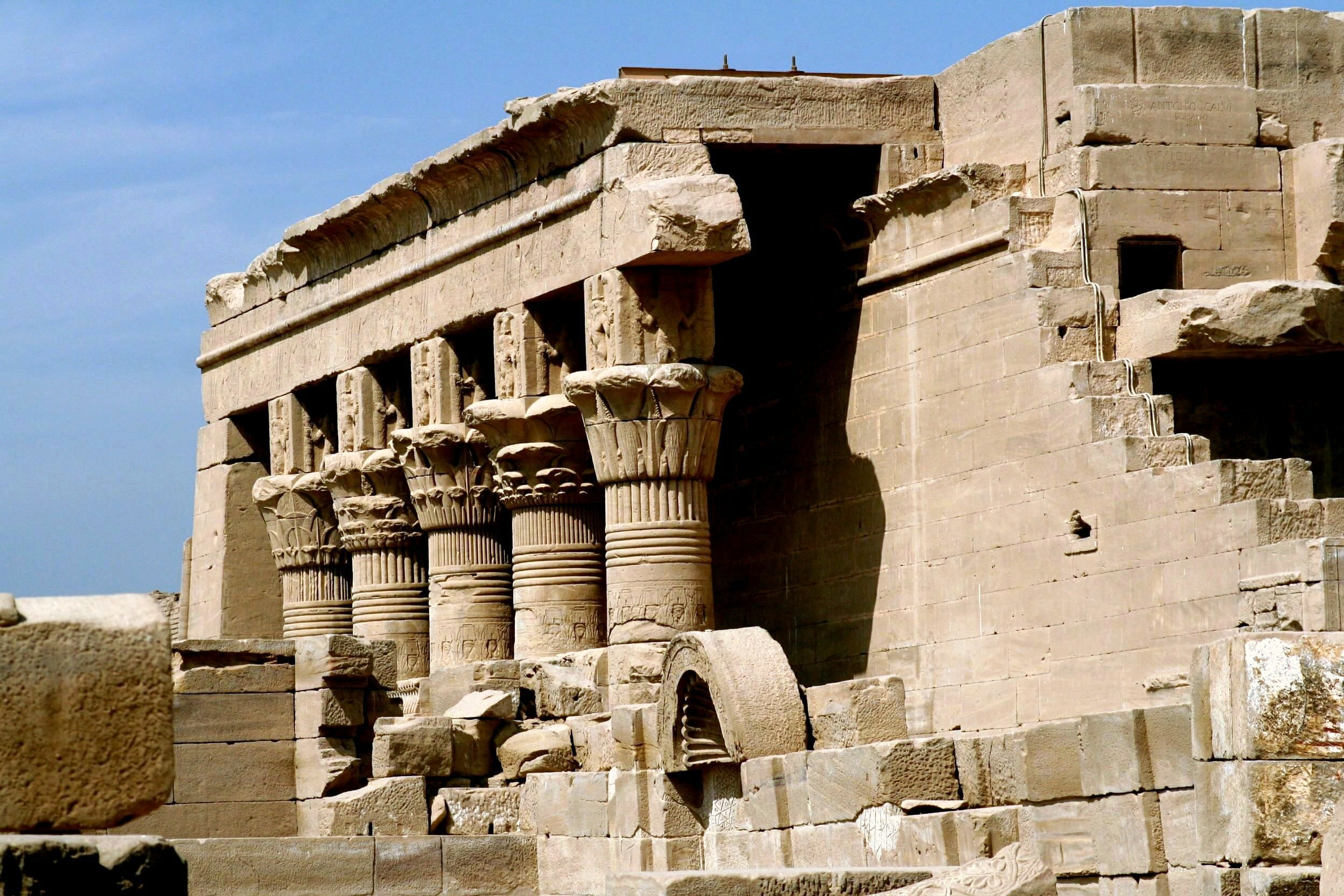
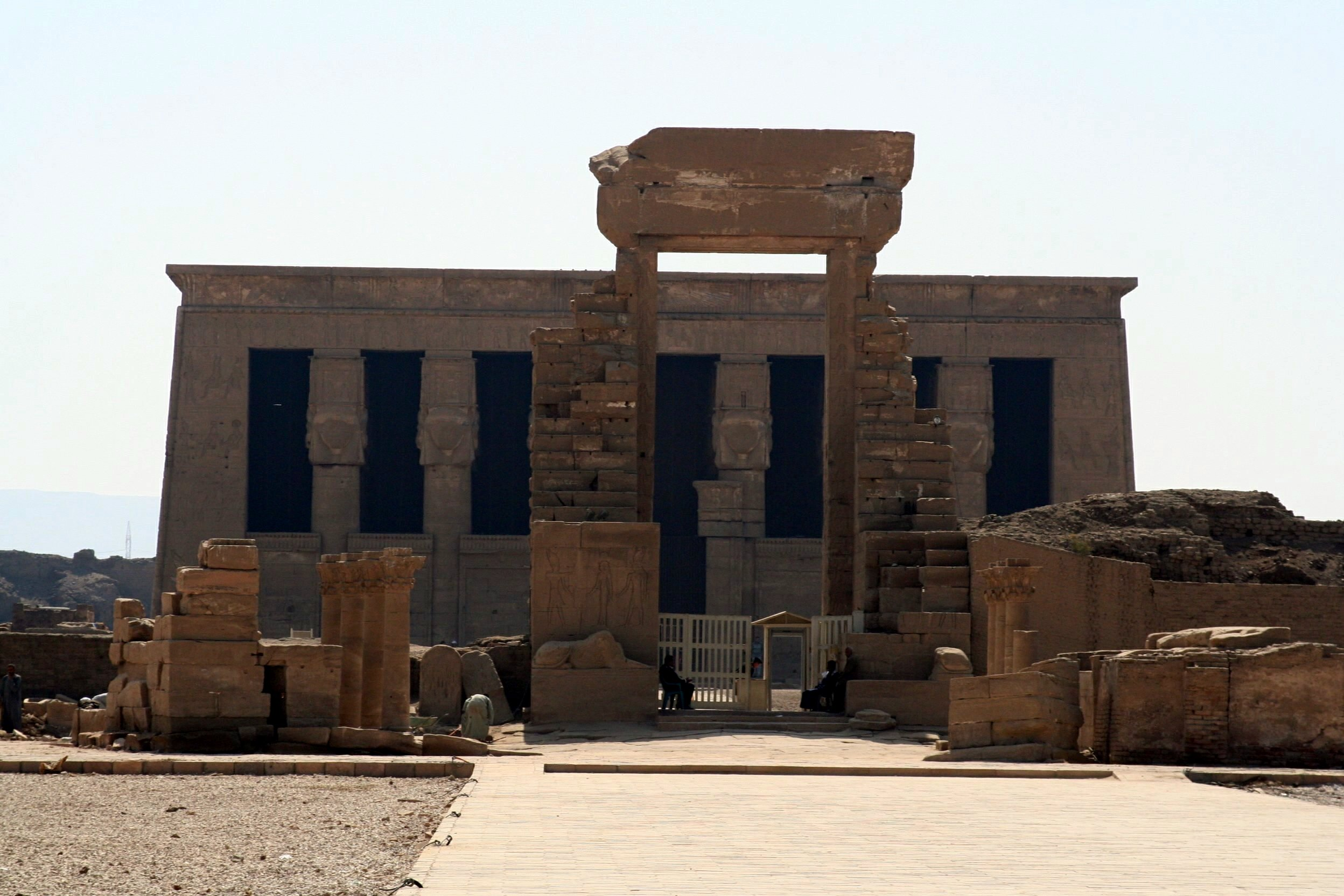
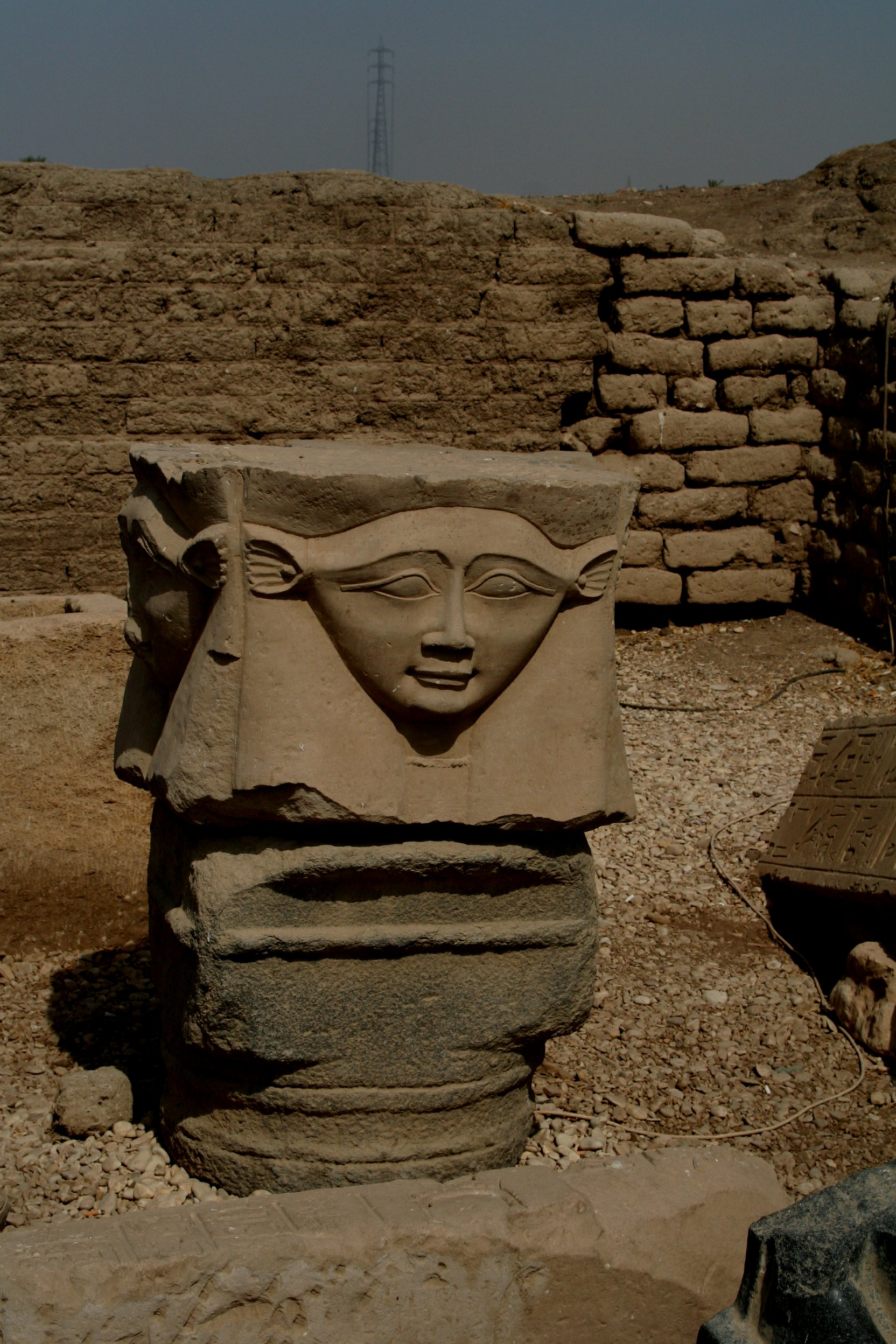
ستون ستاره هاتور، دندره
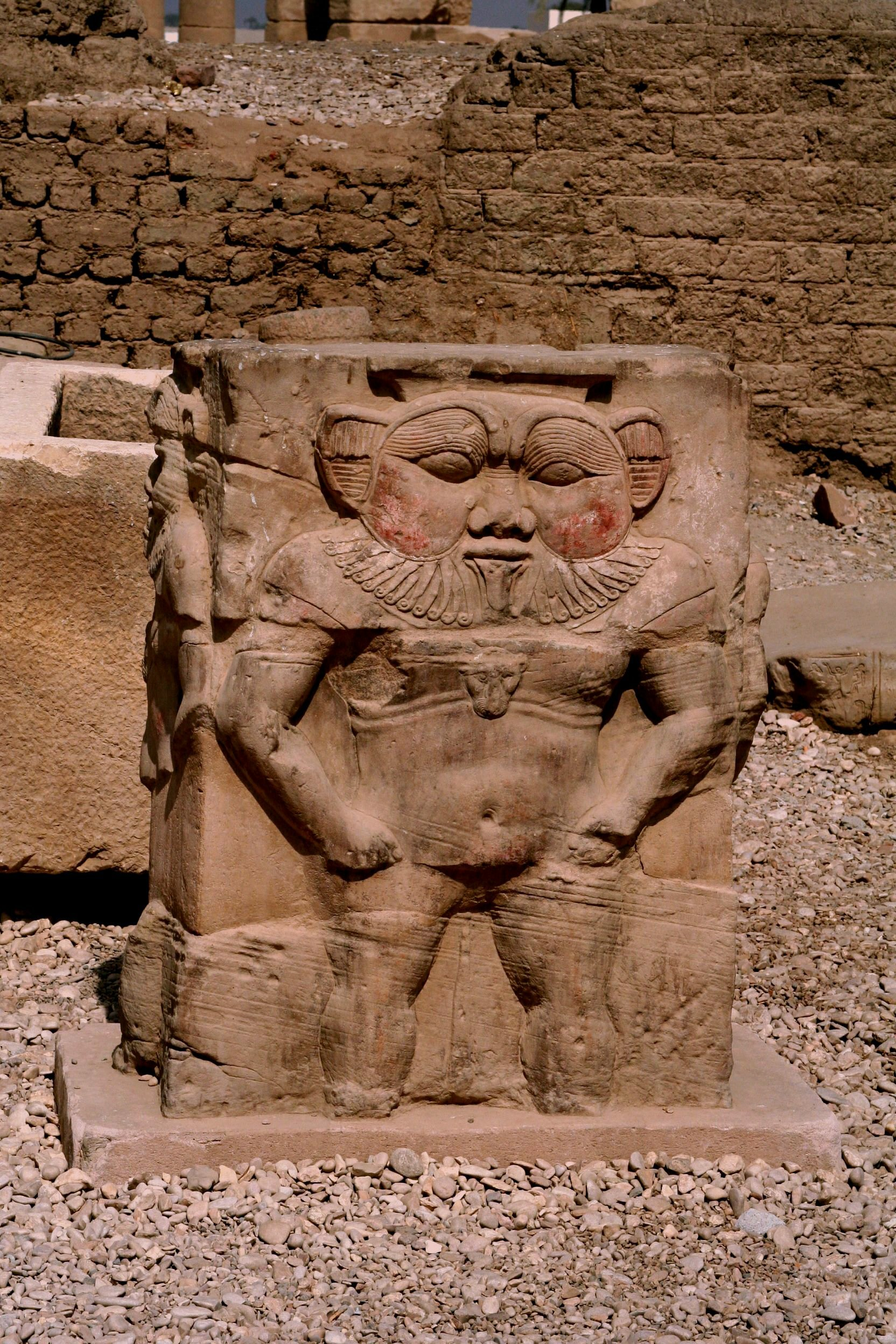
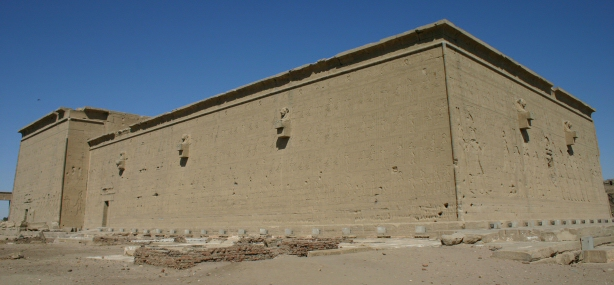
دید از پشت معبد دندره
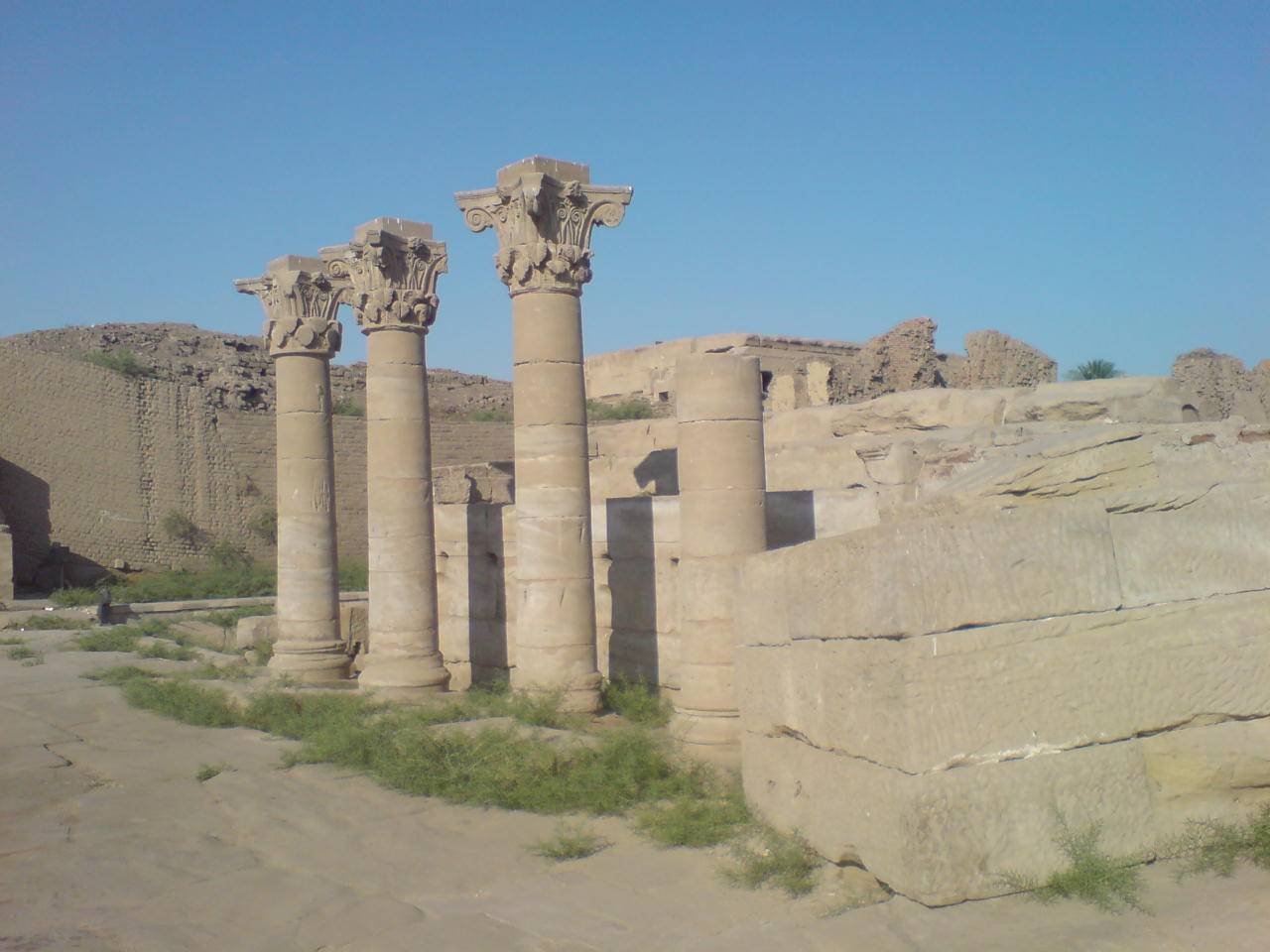
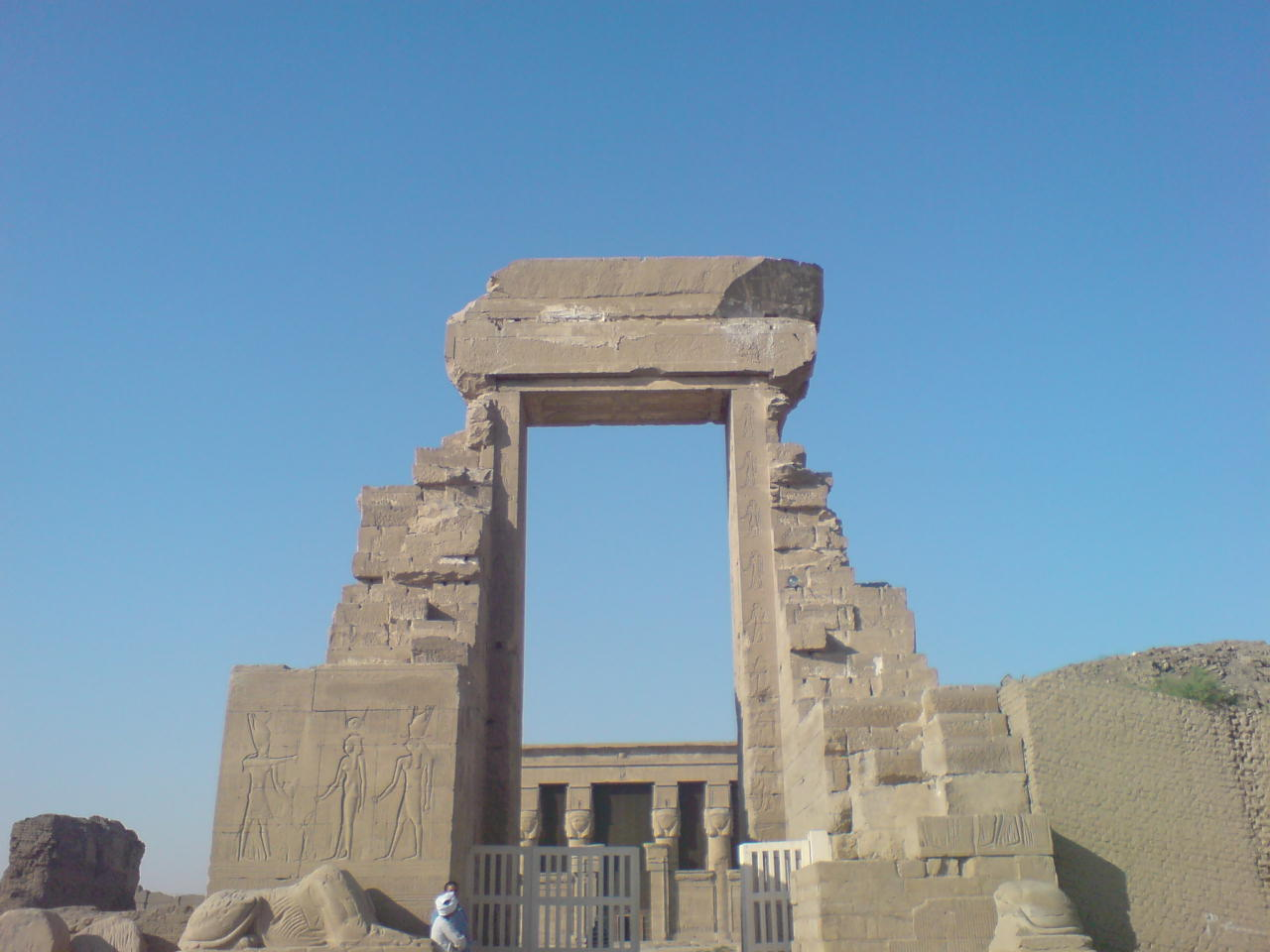
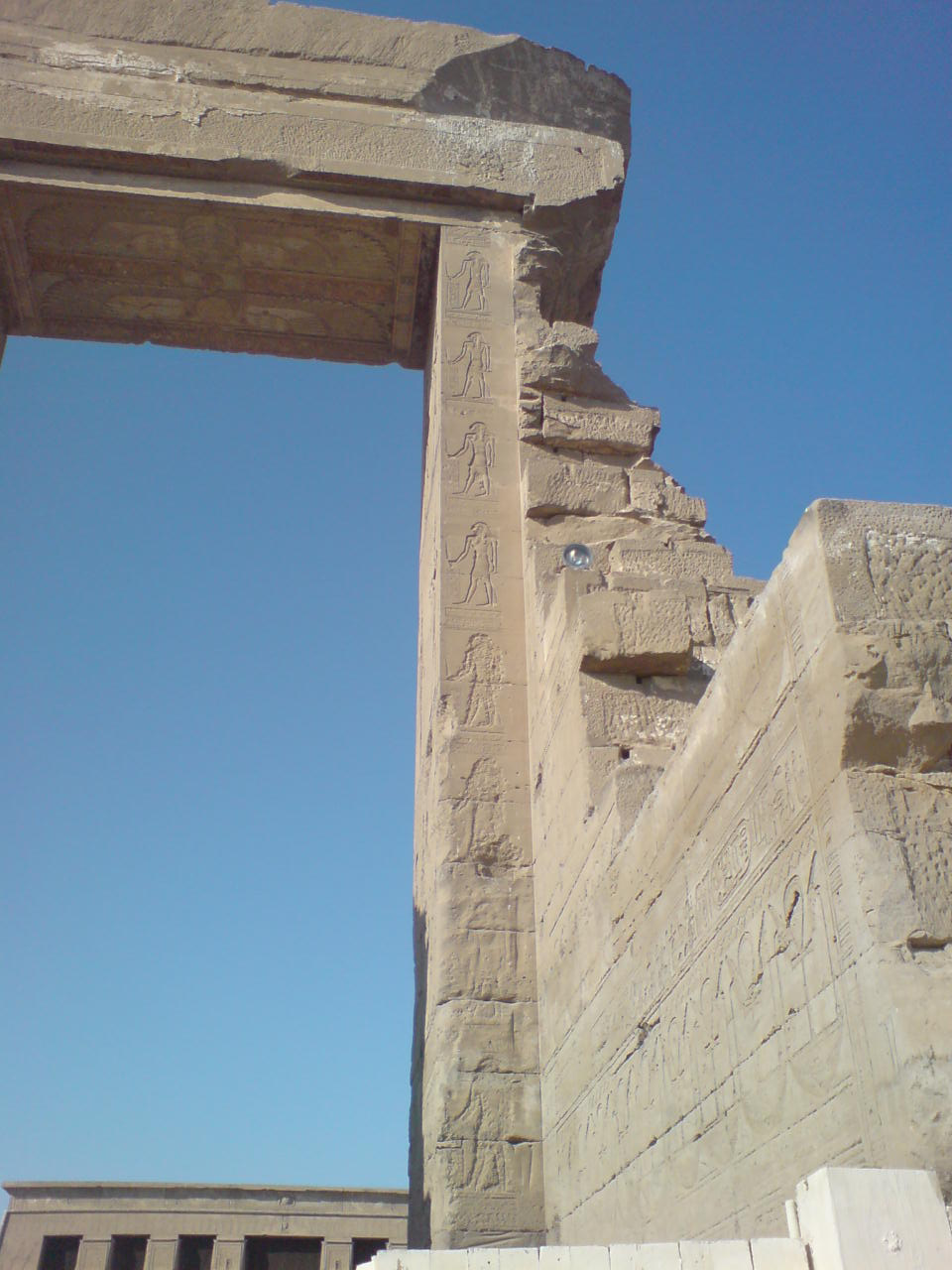
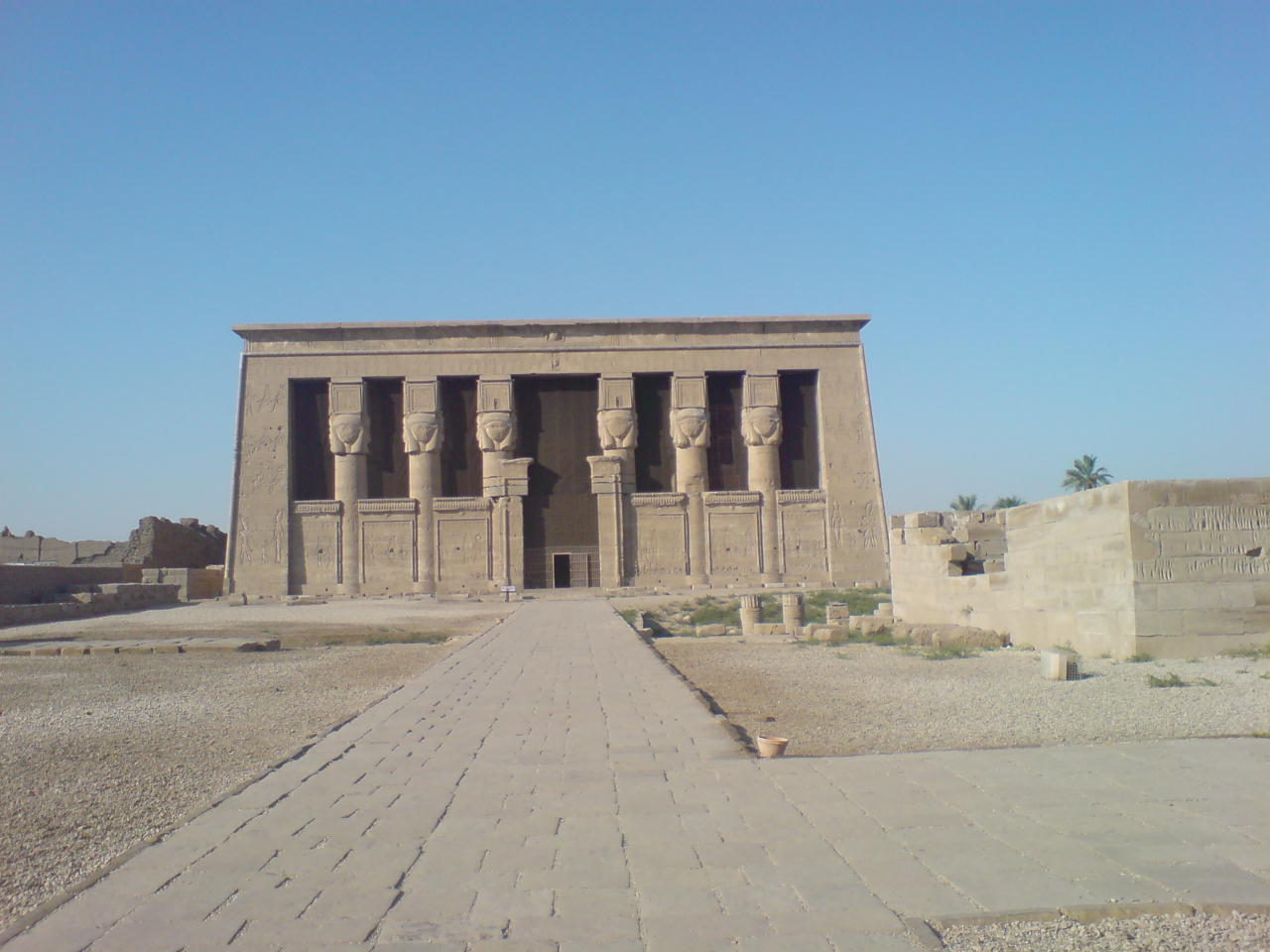
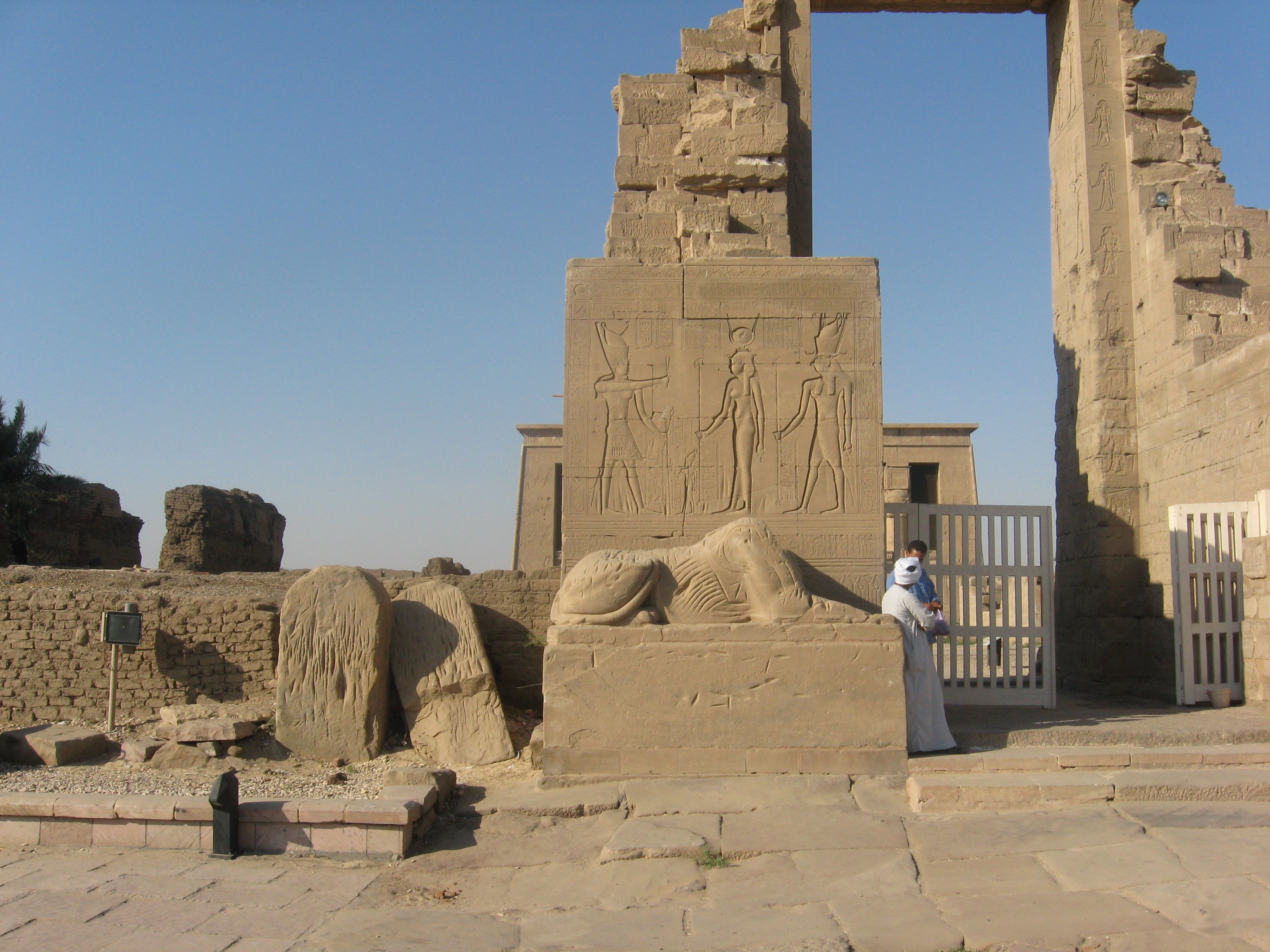
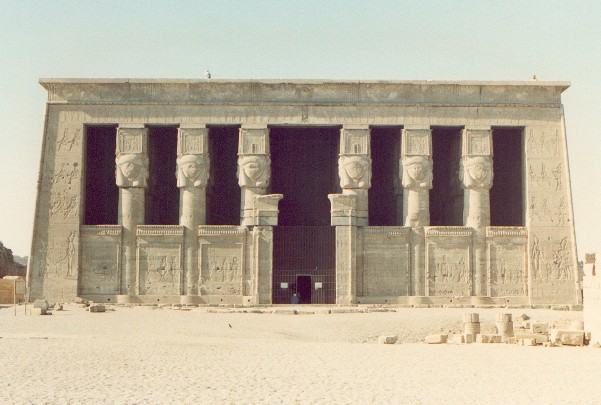
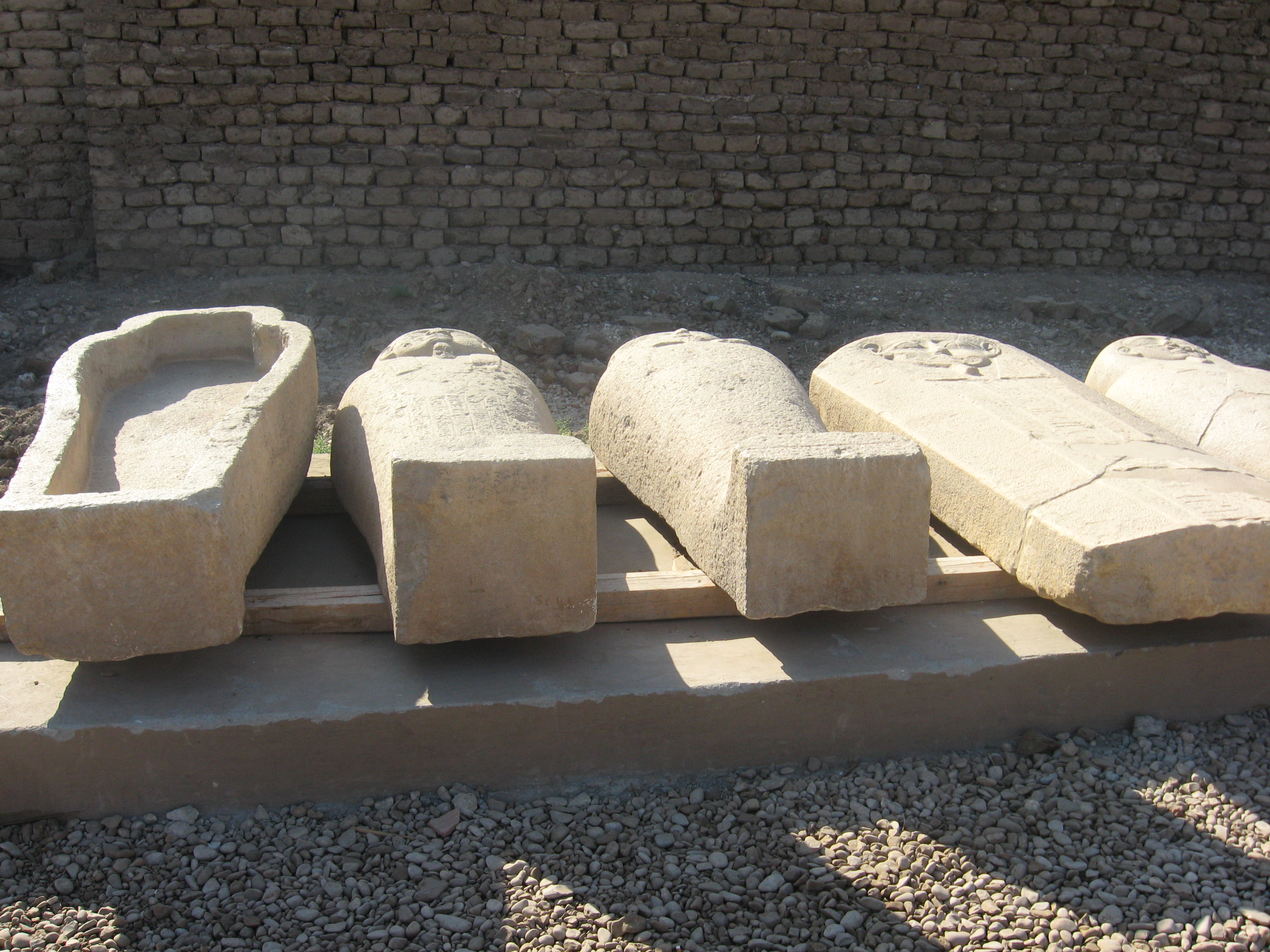
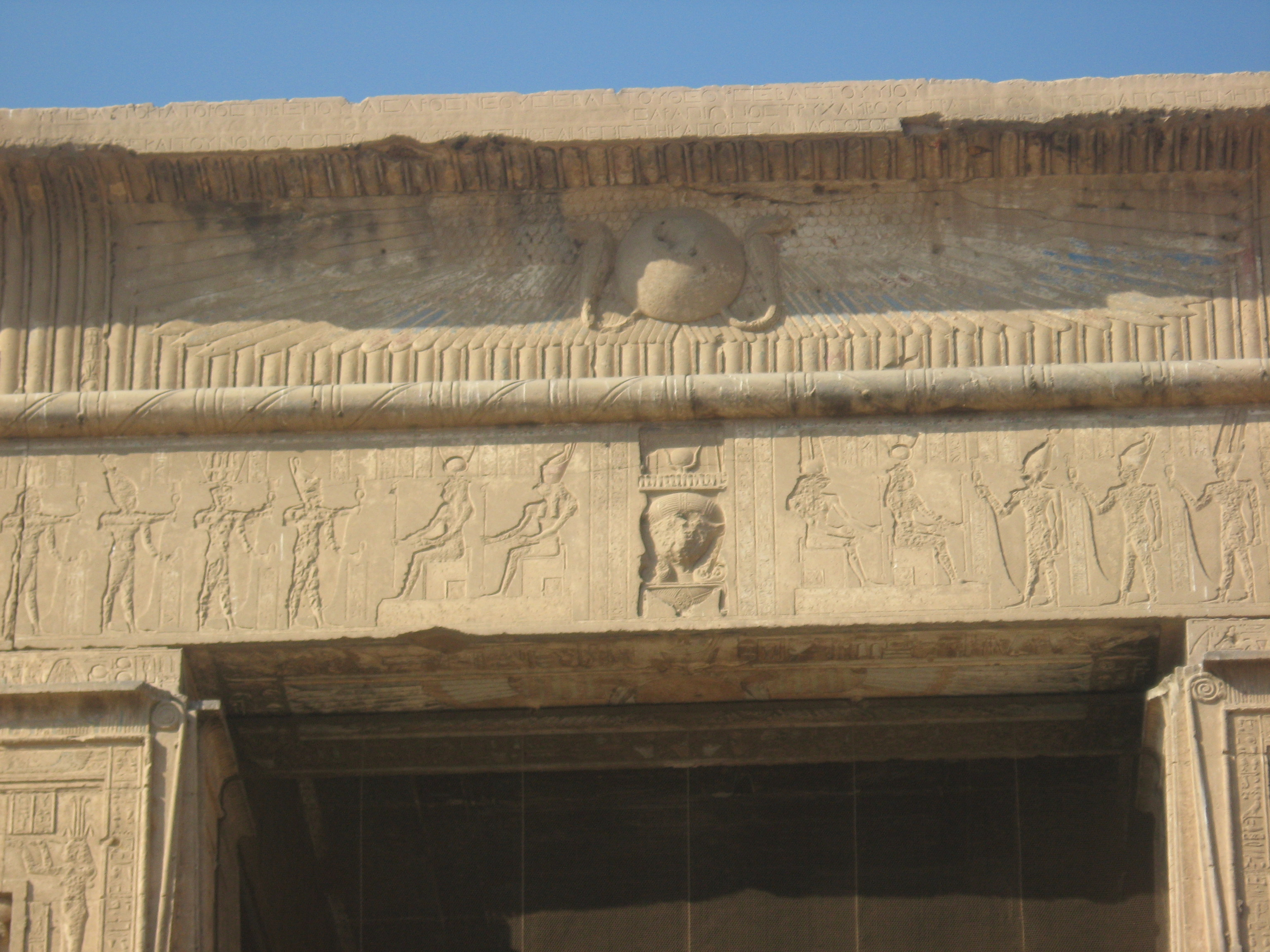
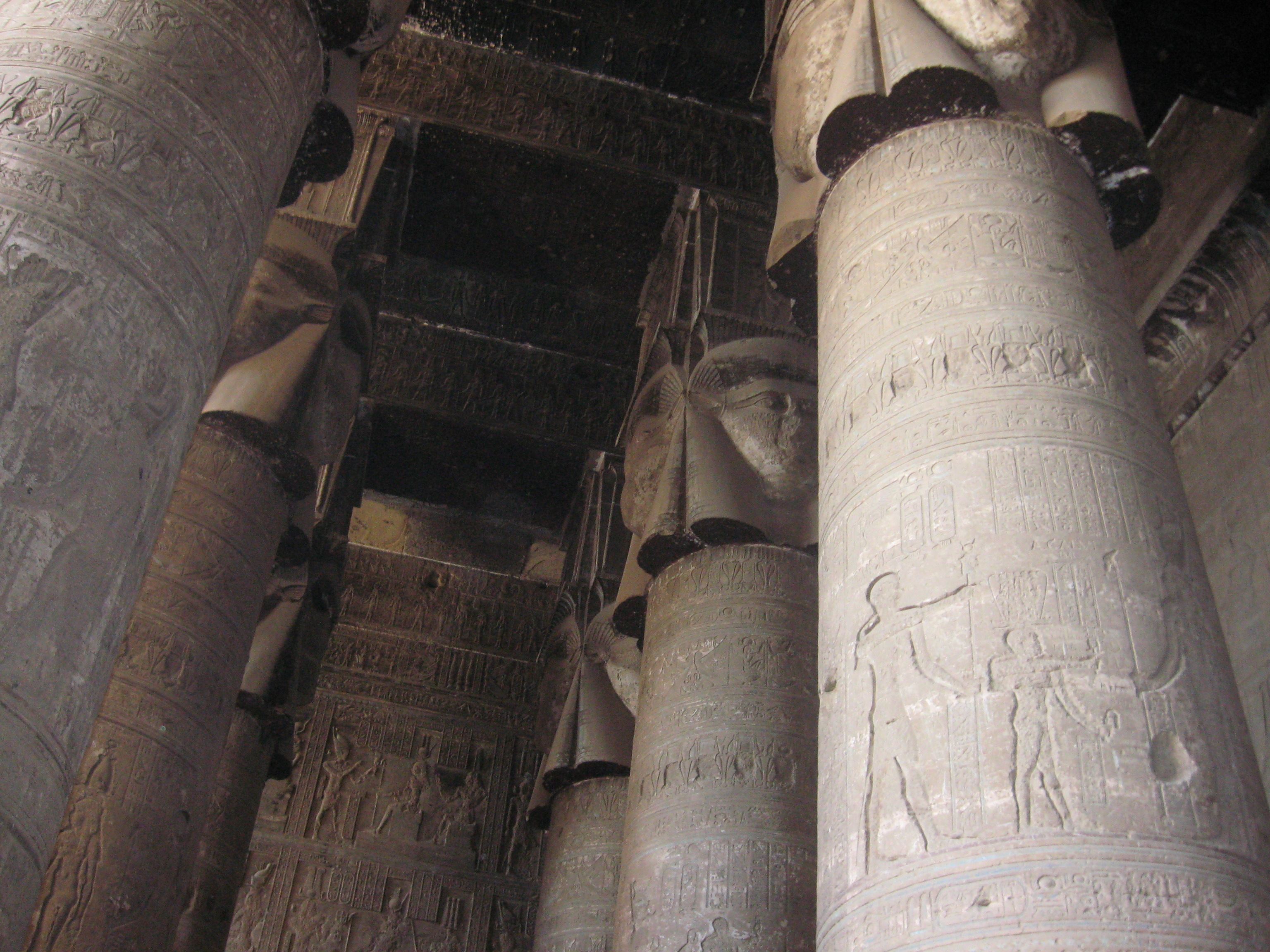
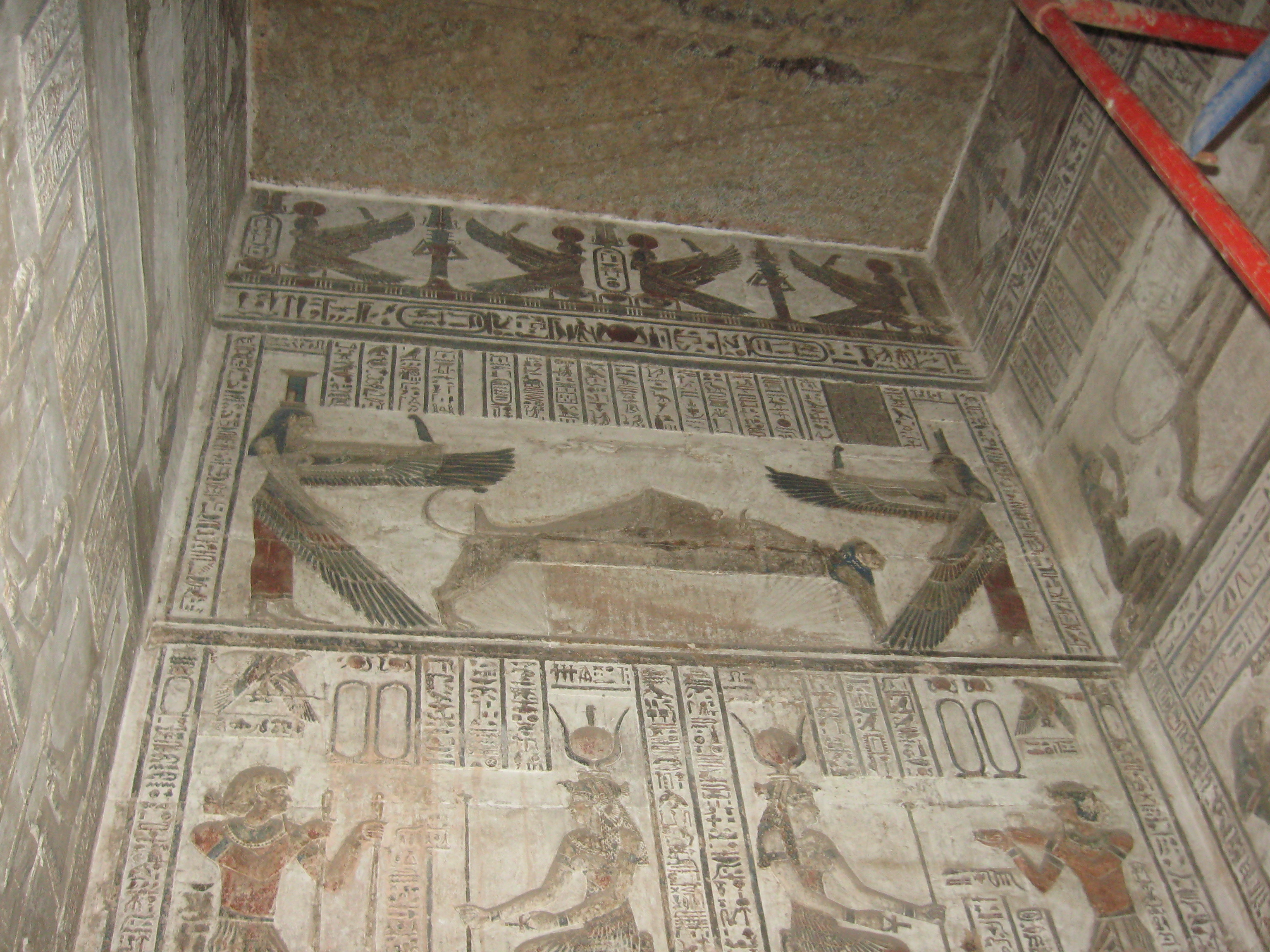
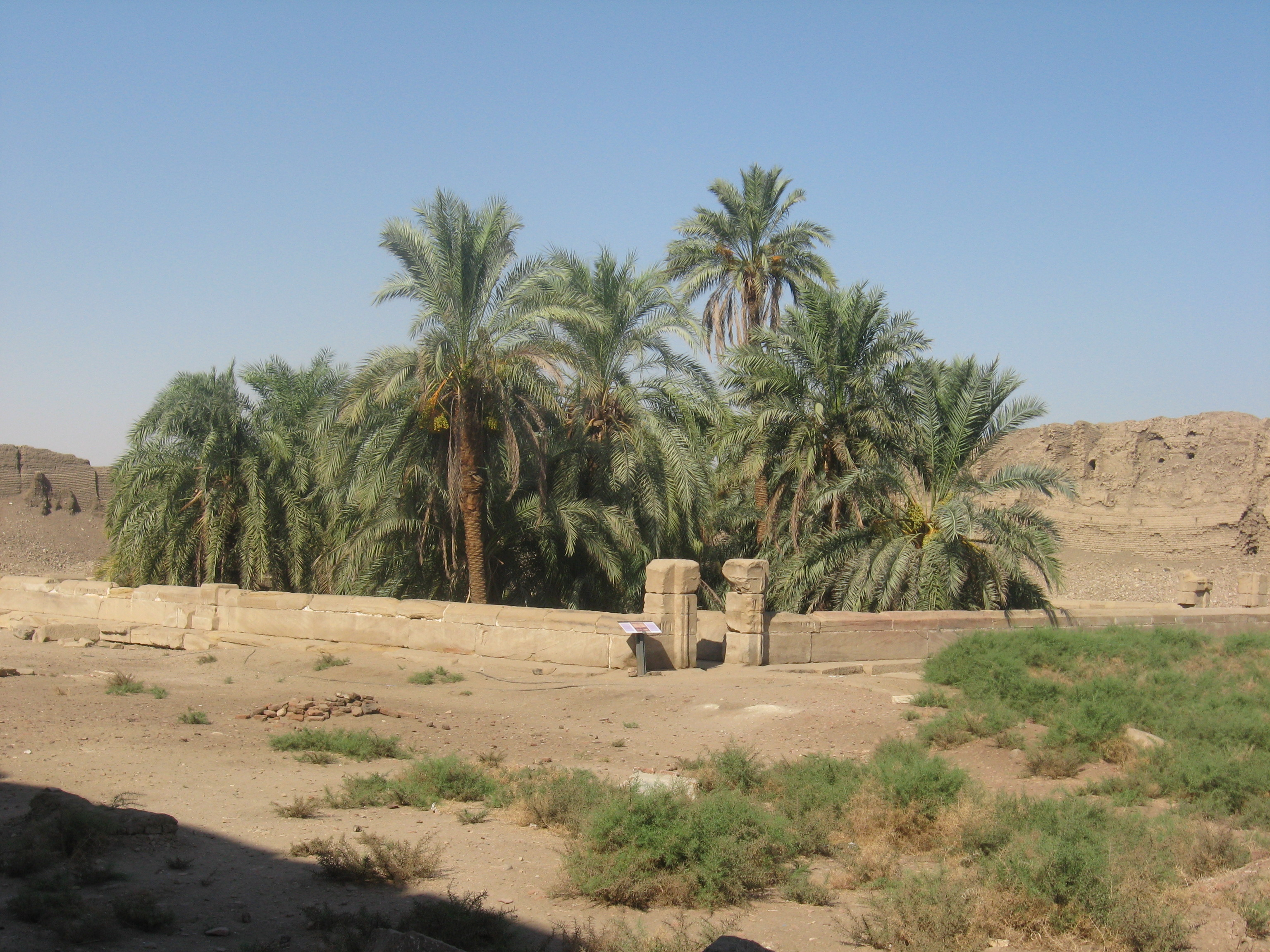